# 打順

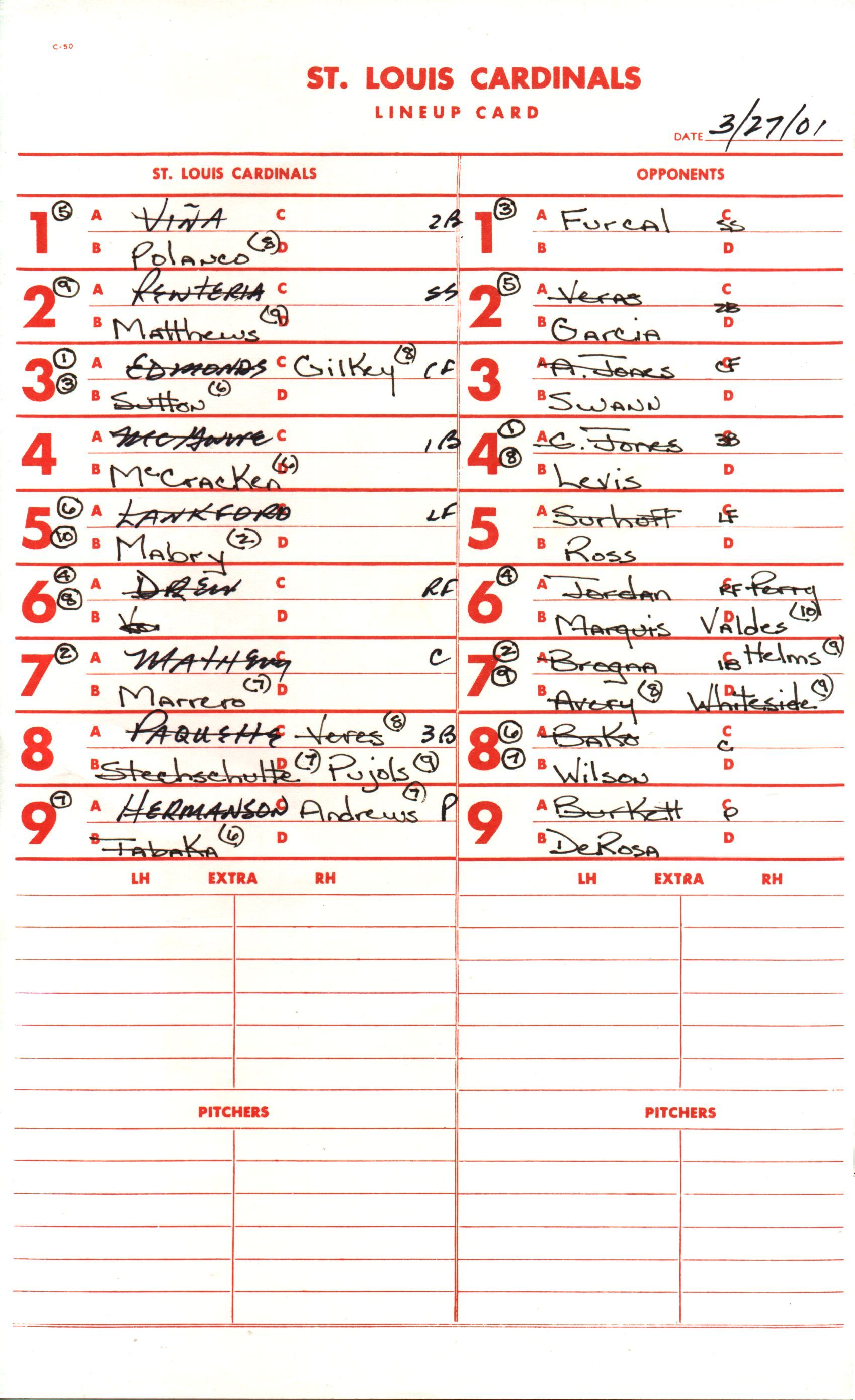
2001年3月27日に行われたオープン戦、セントルイス・カージナルス対アトランタ・ブレーブス戦の打順が書かれたオーダー表

打順（だじゅん）、バッティングオーダーとは、野球、ソフトボール、ゲートボール、クリケットにおいて選手が打撃・攻撃を行う順番のことである。

## 野球・ソフトボール

### 概要
野球やソフトボールでは、試合を始める前に、両チームでそれぞれ、9人の攻撃時の打順と、守備時の守備位置を決定しておく。投手の代わりに指名された選手が打撃を行う指名打者（DH）ルールを使用する場合には、投手の打順の代わりに指名打者とその打順を決定しておく。試合開始時における9人の選手及び指名打者はスターティングメンバー（スタメン）と呼ばれる。また、選手は、チーム内で打順が早いほうから順に、一番打者、二番打者というように呼ばれる。
1. 試合開始5分前に審判員が競技場に入り両チームの監督に迎えられ、まずホームチームの監督、または監督が指名した者が2通の打順表を球審に手渡す。
2. 次に、ビジターチームの監督、または監督が指名した者が、球審に2通の打順表を手渡す。
3. 球審に手渡せる打順表には、各プレーヤーの守備位置も記載されなければならない。
4. 球審は、受領した打順表の正本が副本と同一であるかどうかを照合した後、相手チームの監督にそれぞれ打順表の副本を手交する。
5. ホームチームの打順表が球審に手渡されると同時に、競技場の全責任は、各審判に託される。

NPBにおいては、長らくビジターチームの打撃練習終了後（試合開始の約40分前）に打順表の交換が行われることが慣例となっていた。2012年以後は公認野球規則通り試合開始5分前に「最終の打順表」の交換が行われるが、実際には以前までの慣習通り、ビジターの打撃練習終了後に審判控室内にて「予定の打順表」が両球団と審判の間で交換され、この打順が正式な交換前に記録係とマスメディアに伝えられ、場内に告知される。

### 打順を誤った場合の規定
打順を誤った場合については以下のように規定されている（公認野球規則6.07）。
打者が打順表の通りに打撃を行わなかった場合、誤った打順で打席に入った打者（不正位打者）が打撃を完了する（フェアボールとなる打球を打ち、又は四死球や振り逃げにより走者となるか、走者とならずにアウトになる）以前であれば、正規の打順の打者（正位打者）と交替し、ストライクとボールのカウントをそのまま受け継いで打撃を継続することができる。
誤った打順の打者が打撃を完了した場合、相手側がこの誤りを発見してアピールすれば、正規の打順にあたる打者がアウトとなる。このとき、誤った打順の打者の打撃によって起こったプレイは全て無効になり、走者は打撃当時に占有していた塁に戻される。ただし、不正位打者の打席中に起こった盗塁・暴投・ボーク・捕逸による走者の進塁・得点は、打撃とは関係ないので無効にならない。そして、正規の打順にあたる打者の次の打順の打者が正しい次打者となる。
打順の間違いを指摘するアピールは、次の打席に立った打者に対して投球したり、走者に対して牽制球を投げたりするプレイ（ただし、走者の不正に対するアピールプレイがある場合、アピールプレイのための送球などはここでいうプレイには含まない）の前までに行わなければならない。1つでもプレイが行われると、打順を誤った打者の打撃は正当化されてプレイが続行され、アピールしても認められない。アピールがなく打順を誤った打者の打撃が正当化された場合、その正当化された打者が位置している打順の次の打順の打者が正しい次打者となる。

### 打順に対する考え方

#### 日本
日本においては、各打順について理想の選手像が存在しており、それにチーム内の選手を当てはめて起用するという傾向がある。一般的には、一・二番でチャンスを作り、三・四・五番で返すという日本で理想とされる攻撃パターンを実現することを目的として、それに求められる能力を有した選手が起用される（尤も、これには例外もあり、特に外国人監督の場合には、こういった日本独特の起用法を用いないことが多々ある）。他のアジア諸国でもこのような考え方が好まれるようである。

##### 各打順の役割など
一番打者
出塁してチャンスを作り出し、本塁に生還し得点することが最大の役割となる。高い打率・出塁率を維持する打撃技術や選球眼が求められる他、盗塁などで得点のチャンスを作る、次の塁へいち早く到達できる、一つでも先の塁に進むことできるといった走力・走塁技術が求められる。また、最も打席に立つ回数が多い打順であるため、打率・長打力共に優れた強打者が入る場合もある。
トップバッター（和製英語）、あるいはリードオフ・マン、リードオフ・ヒッター（leadoff man、leadoff hitter）とも呼ばれ、メディアでは「切り込み隊長」「核弾頭」といった比喩表現が使用される。
二番打者
おおよそ一番打者とほぼ同じ役割を担うが、一番打者が走者として出ている場合を想定しバントや流し打ちなどの小技に秀でた打者が起用されることが多い。走者がいれば送りバントやエンドランなどで走者を進め、いなければ自ら出塁して次打者へ繋ぐなど、チームプレイが求められる打順である。走者がいる場合の併殺を防ぐため走力も求められる。その役割から「つなぎ役」とも呼ばれる。
近年では日本でも「二番最強打者論」に基づいて、二番に強打者を置く打線を組むチームも存在する。
三番打者
打率・長打力・走力を兼ね備えた好打者が求められる。「三番最強打者論」の影響もあり、チームによっては四番打者を凌ぐ実力の持ち主が起用されることも多く、打率や本塁打数に加え、チャンスを広げられる走力を兼ね備えた打者が理想的であるとされる。
鳥谷敬は三番打者を理想の打順と考えており、その理由として四球で四番打者に繋ぐという選択肢もあることから打撃における選択肢が広い点、打席に立った際に出塁しているランナーが大抵足の速い一番打者か二番打者であるため併殺になる確率が低い点を挙げている。また、古田敦也は「自分が三番打者であった頃はチームの4番にペタジーニが据わっていたため、相手が四球を出しそうになると安易にカウントを取りに行こうとするのでそこを狙うことができた」という理由で三番打者を理想の打順の1つととらえていた。
四番打者
日本ではチーム内で最も長打力に優れた強打者を置くイメージが強く、チャンスに強いことも求められる。それ故、相手チームからの警戒も大きく、厳しいコースへ攻められ、見逃し三振も多くなるが、その分フォアボールも多くなる。エース投手と並んでチームの花形とされることが多い。四番に入る打者は多くの期待と知名度を背負って打席に立つ事になるため、打者としての実力はもちろんのこと、重圧に耐えうる精神力も求められる。そのため、チームのキャプテンが入ることも少なくない。
プロ野球では、読売ジャイアンツのように、歴代の四番打者がすべて記録されているケースもあり、新たに先発出場する四番に起用された選手に対して「第○代四番」などと大々的に報道されることもある。
五番打者
優れた長打力を持つバッターが起用される。四番打者が返しきれなかった走者を生還させたり、四番が凡退したり、敬遠されたりした時の備えとしての役割を担う。
時に四番打者以上の確実性が求められるため、長打力はないが打率が高いといったいわゆるアベレージヒッターを入れるチームも少なくない。
六番打者
下位打線の為三番・四番・五番からなるクリーンナップより格の下がる選手の入る打順であり、遊撃手・二塁手・捕手などの守備の重要度の高い選手が六番に入る場合が多い。その一方でクリーンナップの直後を担う打順であることから、特に打撃に秀でた選手の多いチームではホームランバッターが入る事もある。
筑波大学の研究データによれば、六番は四番の次にチャンスで打順が回る確率が高い打順であり打ち損じの少ない巧打者を入れるのが最適とされる。もっとも、この研究があくまで日本プロ野球における統計データを分析したものであることを踏まえ、「五番打者に強打者を置く」という日本独自の慣習があるからこそ六番打者にチャンスで回るだけであり、六番打者に強打者を配すれば六番打者にチャンスで回る確率は減るという指摘もある。
七番打者
打率もホームランも無い選手が入る事が多く、特にプロ野球では守備型の選手がこの打順に入る。出塁した五番、六番を進塁させるための走力、右打ちなど小技の技術が高い選手が望ましいとされる。一方で、確実性は低いながらも長打力は高い、打撃成績自体は凡庸であってもチャンスには強いなどといった、意外性のある打者が入る場合もあり、その場合は「恐怖の七番打者」と呼ばれる。特に工藤公康はホークスの監督時代には、ランナーを還す目的で七番強打者を積極的に採用していた。また相手チームの打順を見るときには必ず七番から見ていたというほど。
プロ野球では、プロ入り後間もない若手選手をスタメン起用する際などに、過度な重圧を与えないために七番で起用することも多い。
八番打者
打撃の優先順位が特に低く、プロ野球などでは守備の負担の大きい捕手が八番打者に入ることが多い。打力のある捕手(古田敦也など）を他の打順で起用する際は、もう一人守備型の選手が入る。打力は期待されないものの、バントなどの最低限の技術は求められる。DH制を採用していない場合は九番に投手を置くことが多いため、敬遠されることも少なくない。また、投手がこの打順に入ることもある。(詳細は投手の打順で後述)
古田敦也は自身が8番打者として起用された1991年シーズンに首位打者のタイトルを獲得したことを根拠に理想の打順の1つとして挙げており、その理由としてセ・リーグで九番が定位置となっている投手に代打を出される公算ならわかりやすく勝負され、続投する公算なら敬遠気味に臭いところを突かれるといった具合に、捕手心理がわかりやすく球を読みやすかったことを挙げている。
また、個人間のレベル差が激しい草野球などでは、攻守に能力が劣る選手が「八番・右翼手」（いわゆる「ライパチ」）で起用されることがある。
九番打者
DH制を採らない試合においては、ほとんどの場合で投手を起用する（打撃能力に期待できない、もしくは投球に専念してもらうため）。
DH制を採る試合においては基本的に投手を打席に立たせる必要がないため、主に一番打者へのつなぎの役割を重視して出塁能力や走力に長けた打者を起用する。(投手を八番などに起用する場合も同様)また、打力は高くないがリードやキャッチング、肩など守備能力の高い捕手が先発出場する際、守備に専念するために最も打順が回るのが遅い9番に入ることがある。

##### 投手の打順
草創期のプロ野球では、投打に秀でた投手が上位打線を担うこともあったが、通常は下位打線、とりわけ打撃力のない投手の場合は八番に入っていた。しかし、投手は守備で最も体力を使うため、打席数を減らして負担を軽くしようという意図から、徐々に九番で起用されることが増えた。近年では、投手が九番以外を打つことはほとんどなく、その理由としては、打撃力のない投手の打席数が増えるのは不利であるからとされることが多い。一方で、八番に投手を置き九番に野手を入れることで、一番打者とのつながりを重視する戦法も存在し、川上哲治監督がしばしば導入していた。現在でも2017年以降アレックス・ラミレス監督が導入しているなど、稀に見られる戦法である。
アマチュア野球、特に少年野球（リトルリーグ）・中学野球（リトルシニア）・高校野球などにおいては、「エースで四番」と表現されるようにチーム内で最も優れた選手がエース投手と四番打者（あるいはそれに準ずる上位打線）を兼任する様子も度々見られる。

#### アメリカ
メジャーリーグベースボール（MLB）をはじめとする米球界においては、打順ごとの特定の印象は薄く、セイバーメトリクスによる分析を基にチームの選手構成に応じて最適と考えられる打順を組むことが多い。そのため、日本に比べて各打順での役割はあまり重視されず、打順を固定した方が良いという考えもあまりない。例えば、2020年のワールドチャンピオンのドジャースはレギュラーシーズンの60試合で57パターンの打順を組んでいる。

##### キャンパニスによる定義
ただし、初めからそのような傾向があった訳ではなく、セイバーメトリクスが発達していなかった時代のMLBでは、当時ブルックリン・ドジャースのスプリングトレーニングで訓練係を担当していたアル・キャンパニスが、当時の「多くの優れた野球人」からの意見も採り入れて執筆した野球技術書『ドジャースの戦法』（1954年）において、「ドジャース戦法（スモールボール）」を提唱するとともに各打順の役割を以下のように定義付けている。
1. 一番打者はストライクゾーンをよく判断出来る人が最適であり、足が速くて優れた走塁が出来てバントが上手ければ尚良し。
2. 二番打者はヒットエンドランの出来る人でなければならず、バントが上手で足が速いことも必要。
3. 三番打者はチームの中で最も確実性が高い打者であり、足も速くて長打力も相当あるものでなければならない。
4. 四番打者は足の速さは必須ではなく、最も長打力がある打者で塁上に走者がいる時に相手投手を威圧出来るような打者。
5. 五番打者は2番目に長打力がある打者で逆境時に頼りになる打者。
6. 六番打者は第一候補として3番目に長打力がある打者を置き、適した強打者がいない場合は一番打者タイプの打者。
7. 七番打者は確実性はそれほど必要としないが、時には打たなければならない。
8. 八番打者はレギュラーの中で最も打力の低い打者であるのが普通だが、場合によっては併殺を防ぐために走者の後ろに打たなければならない。
9. 九番打者は普通は投手であるが、投手はおおむね打力が低いためにバントの練習を積まなければならない。

##### セイバーメトリクスに基づく起用法
キャンパニスの定義はMLB全体に大きな影響を与え、加えて通算本塁打上位5人が3番打者としての出場がもっとも多いという記録が残っていることなどや、一番から始まる攻撃で確実に打順が回ること、四番より前位でありその分打席数が多くなることなどから、2000年代中頃までは三番に最強打者が置かれることが多かった。これは、日本では「三番最強打者論」として一部のチームで採用されるなど影響を与えている。
ところが、2010年代に入ると、セイバーメトリクスによる高度な分析が進み、統計的に最適な打順を研究する学者も数多く存在する中で、コンピュータ・シミュレーションなどによって「より優れた打者により多くの打席数を与える」という起用法が効果的な戦術として示され、それに基づいた「二番最強打者論」がMLB各チームに影響を与えるようになった。また、トム・タンゴらは『The Book: Playing the Percentages in Baseball』（2007年）にて、数理モデルを用いて「各打順に認められる一般的な性質」や各打順の「強打者を置く値打ち」などの分析結果を示し「二番最強打者論」を裏付けている。タンゴらによれば、
- 打順の中で最も重要であるのは一番・二番・四番であり、チーム内で最も優れた3人を起用すべき。その中でも出塁率の高い打者を一番・二番、長打力が高い打者を四番に起用する。
- 次に重要なのは三番・五番であり、一番・二番・四番に次ぐ2人を起用する。二番と三番は現実の試合では逆転している場合が多いが、三番は二番に比べて二死の場面で打席に立つことが多いことを踏まえるとこれは誤りとなる。
- 重要でないのは六番から九番までの下位打線である。五番までの上位打線に比べ重要度は下がるので、打力の落ちる4人を打力が高い順に配置すればよい。

と分類することができる。このように「最も重要」とされることに加え、併殺を避けるための走力や打点をあげる／得点機を演出する打力などが必要となる一番打者が出塁している場合の打撃、自ら出塁して得点機を創出する能力など求められるものが多いことから、二番に最も優れた打者を起用することが理想的とされるのである。
「二番最強打者論」が優位となった背景としては、MLBにおいて、チームの各打者が一様に一定の長打力を有すようになったことで、機動力や走力を利用する戦術から長打力と出塁能力を重視し大量得点を狙う戦術へと傾向が変容し、元来存在した「打者のタイプ」という概念が意味をなさなくなっていることや、初回をビッグイニングにして試合の主導権を握ることを目指す戦い方が主流になっていることなどが挙げられる。その上で、データを用いるなどして「より効率的に得点できる打順」を模索した結果、上記のように「二番に最も優れた打者を置く」という結論にたどり着くのである。
日本でも、これに影響を受けて2015年頃より東京ヤクルトスワローズや東北楽天ゴールデンイーグルスなど一部のチームで二番に強打者を起用するという動きも見られるものの、長期に渡って安定的に成績を残したり、圧倒的優位性を示したりという例は未だなく、定着するには至っていない。これについては、MLBのように多くの打者が長打力を有している訳ではない上に、歴史的に機動力やバントなどの小技を駆使する戦術が定着している日本においては、単に「MLBの真似」をしているだけの状態ではこれを定着させるのは困難であるとの指摘がある。ただしその反面、「二番最強打者論」を採用することによって従来の日本式の戦術でしばしば見られる「自ら相手にアウトを与える」行為による得点機会の浪費を抑えることができるとの見方もある。